# Jimmy Cox
James Thomas „Jimmy“ Cox (* 28. Juli 1882 in Richmond; † 3. März 1925 in Washington, D.C.) war ein amerikanischer Varieté-Künstler und Songwriter.
Cox begann bereits 1892, gemeinsam mit seinem Vater in der Vaudeville-Company South before the War aufzutreten; ab 1908 trat er mit seiner Frau auf; bis 1914 wirkte er als „Roxy Cox.“ Dann wurde er als „The Black Charlie Chaplin“ angekündigt (er war von ähnlicher Körpergröße wie Chaplin). 1923 trat er als Jimmy and His Red Hots bei der Theater Owners Booking Association auf. Er schrieb seine eigenen Texte und auch Songs wie „I'm Going Back to My Used to Be“ (der zunächst 1920 von Wilbur Sweatman, später von Fletcher Henderson/Clara Smith aufgenommen wurde), „Think of Me Little Daddy“ oder „Last Go Round Blues“ (von Irene Gibbons und von Sara Martin eingespielt). 1923 veröffentlichte er seinen Jazzstandard „Nobody Knows You When You’re Down and Out“, der die Wirtschaftskrise von 1920–1921 reflektierte und 1927 zuerst aufgenommen wurde. Seine Nichte Gertrude „Baby“ Cox war eine Blues- und Jazzsängerin, die bereits ab 1910 mit Cox auf der Bühne stand.